# Guus Kessler
Jean Baptiste August (Guus) Kessler (Den Haag, 16 juni 1888 – aldaar, 5 november 1972) was een bestuurder bij Koninklijke Olie en tennisser.

## Levensloop
Kessler was een zoon van Jean Baptiste August Kessler en Margo de Lange. Kessler was een van de grondleggers van Koninklijke Maatschappij tot exploitatie van Petroleumbronnen in Nederlandsch-Indië (K.N.M.E.P., die later Koninklijke Olie werd) die verantwoordelijk was voor de groei van het bedrijf na de vondst van olie op Sumatra. Broers van hem waren de voetballers Boelie Kessler en Dolph Kessler (medeoprichter van Koninklijke Hoogovens en vanaf 1924 tot 1945 president-directeur). Zijn oudste zuster, An Kessler, trouwde de natuurkundige en pedagoog prof. Philip Kohnstamm.
Na de HBS studeerde hij elektrotechniek aan de Technische Hogeschool Delft waar hij lid was van het Delftsch Studenten Corps. Hij speelde tennis bij Leimonias en nam in 1906 deel aan de Olympische Spelen (later tussenliggende spelen genoemd) en verloor zijn eerste partij in de halve finale van de latere olympisch kampioen Max Décugis.
In 1911 trad hij in dienst van de Bataafse Petroleum Maatschappij en werkte daarna onder andere in Roemenië bij Astra en in de Sovjet-Unie. In 1923 werd hij directeur bij Koninklijke Olie en van 1947 tot 1949 president-directeur; in die laatste functie werd hij opgevolgd door mr. Barthold Theodoor Willem van Hasselt (1896-1960). Van 1949 tot 1961 was Kessler president-commissaris.